# 서시베리아

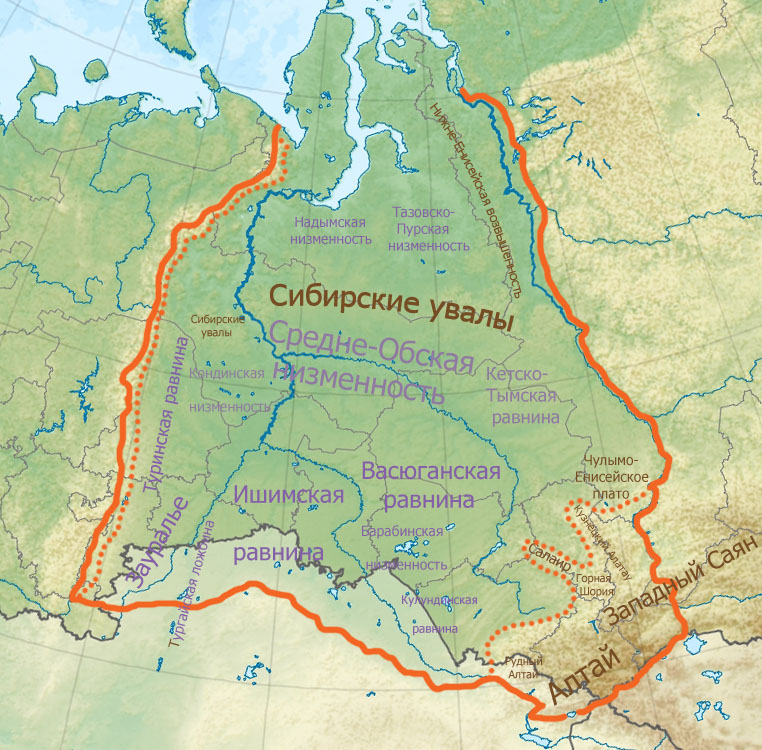

서시베리아(러시아어: За́падная Сиби́рь)는 시베리아의 한 부분이다. 시베리아의 서쪽 부분에 해당되며, 서쪽의 우랄산맥에서 동쪽의 예니세이 강까지의 부분이다.
서시베리아에 해당되는 부분은 케메로보 주, 노보시비르스크 주, 옴스크 주, 톰스크 주, 튜멘 주, 한티만시 자치구, 야말로네네츠 자치구이다. 가끔은 쿠르간 주, 첼랴빈스크 주, 스베르들롭스크 주, 알타이 지방과 크라스노야르스크 지방도 포함되기도 한다.
서시베리아의 중요한 도시로는 노보시비르스크, 옴스크, 튜멘, 케메로보, 바르나울, 톰스크이다.

## 같이 보기
- 서시베리아 평원